# Вільнянський завод імені Шевченка

«Вільнянський завод імені Т. Г. Шевченка»

ВАТ «Вільнянський завод імені Шевченка» — один із найбільших в Україні виробників столового приладдя, а також спецтехніки, м. Вільнянськ, Запорізька область.

## Історія заснування і становлення

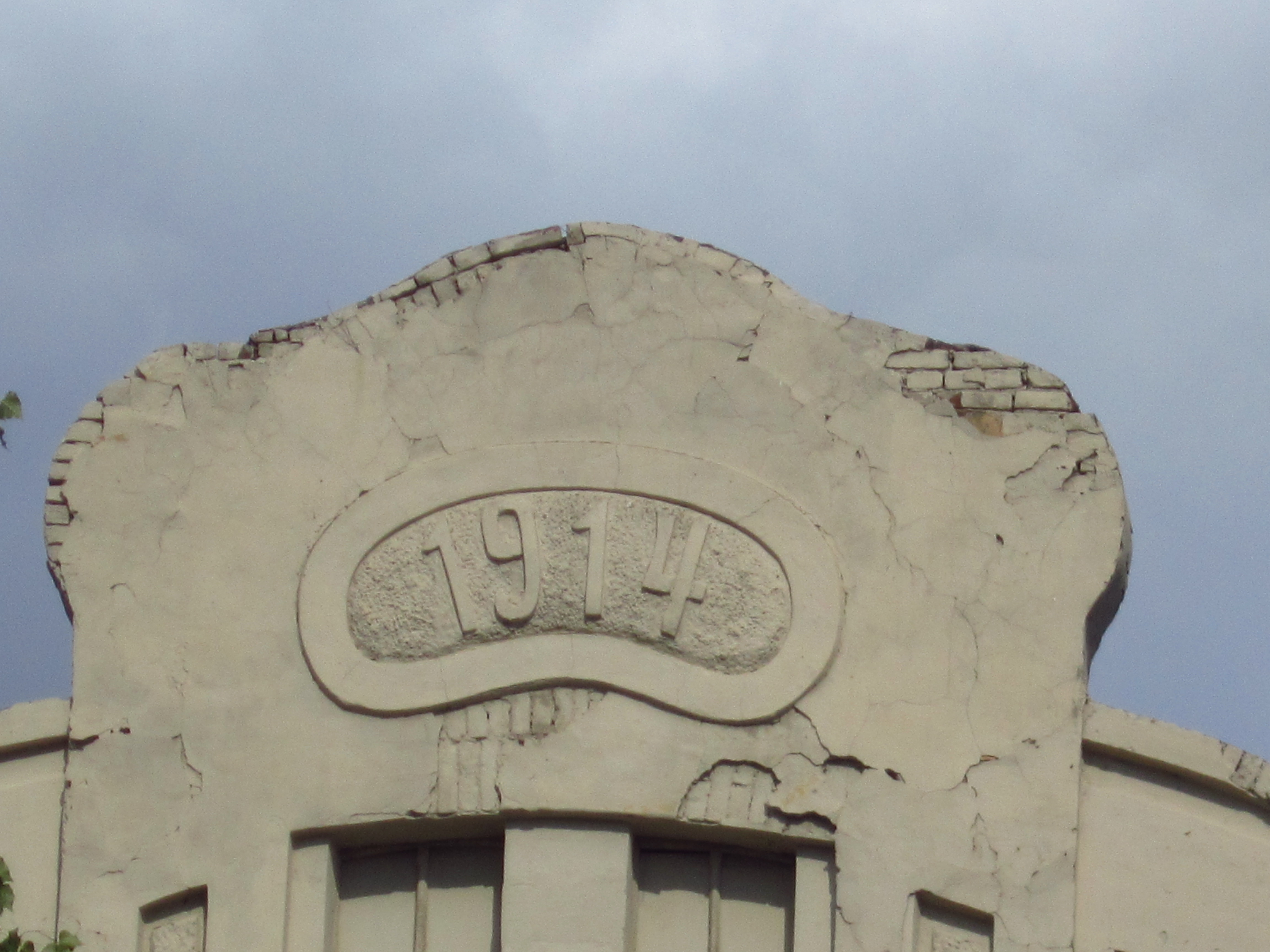
«Вільнянський завод імені Т. Г. Шевченка» — старовинна будова головного корпусу заводоуправління. Фото 2009 р.

В останній чверті XIX ст. німецькі колоністи (див. Категорія:Колишні німецькі колонії Запорізької області) Классен і Генріх Нейфельд (Хайнріхь Нойфельд) заснували в Софіївці чавунно-ливарний механічний завод з виробництва сільськогосподарських машин: кіньськотягових молотарок (молотилок), букерів, плугів та ін.
У 1891 р. завод Классена перейшов у повну власність Нейфельда. Це стало новою віхою в історії як заводу, так і самої Софіївки. Саме в цей час на заводі Классена — Нейфельда створюються нові цехи, а продукція заводу користується попитом не лише на внутрішньому ринку Російської імперії, але й на зовнішньому світовому ринкові. Завод Классена — Нейфельда неодноразово виборював нагороди на міжнародних конкурсах та виставках. Запроваджувалися нові технології. Зокрема, відомо, що металіст Тар'яник П. С. разом з учнями розробив і впровадив новий спосіб заточки лез до косарок, що дозволило відмовитися від експорту їх з Німеччини і перейти на вітчизняне виробництво.
Головна контора Классена знаходилася у будівлі, яка сьогодні збереглася і знаходиться за адресою вул. Леніна 41а (що біля автобусної станції м. Вільнянськ) — вона асоціюється у місцевих мешканців з відділом поштового зв'язку. Цей будинок зведений місцевим поміщиком Кривошеєм.
Зростання обсягів виробництва заводу значно сприяло і економічному розвиткові самої Софіївки. Завдяки промисловому підйому на початку ХХ ст. помітно збільшилася кількість мешканців Софіївки, частина яких працювала на заводі Классена — Нейфельда, що був вже досить великим підприємством з річним обсягом виробництва в 300—315 тис. крб.
Розширилася і номенклатура виробів заводу, який після початку Першої світової війни переорієнтувався на військову продукцію. Так в липні 1916 р. завод Нейфельда одержав замовлення на виготовлення 10 тис. гранат.
Під час революційних подій 1917-21 років завод працював нестабільно. Часто тривало простоював.

## Радянський період

Пам'ятник працівникам заводу ім. Т. Г. Шевченка, які загинули від час німецько-радянської війни

Вироби ВАТ «Вільнянського заводу імені Шевченка».

Ветерани «Вільнянського заводу імені Шевченка».

1 травня 1920 року підприємство було націоналізовано і отримало назву «Державний завод „Металіст“ № 10». Але тільки в 1924 році він почав випускати продукцію: соломорізки, кукурудзодробилки, кормозапарники.
Цього ж року на честь 110-річчя з дня народження Великого Кобзаря заводу присвоюється ім'я Т. Г. Шевченка.
У 1924-25 рр. колишній завод Нейфельда — тепер завод ім. Т. Шевченка — відновив свою діяльність.
Завод виготовляв сільськогосподарське знаряддя, а в останній третині ХХ ст. прославився виготовленням столових виробів — ложок, виделок, ножів тощо.
Вільнянський завод столових приборів ім. Шевченка у 1970 р. нагороджено Почесною Грамотою Президії Верховної Ради УРСР: Указ Президії Верхов. Ради УРСР
Понад 22 роки директором Вільнянського заводу ім. Шевченка працював Сирота Микола Іванович — почесний громадянин м. Вільнянська. Нагороджений орденами Вітчизняної війни І і ІІ ступеня, Богдана Хмельницького ІІІ ступеня, бойовими медалями «За бойові заслуги», медаллю «За узяття Будапешта», медаллю «За захист миру». (19.12.1924 р. — 18.04.2003 р.)

## Сучасний період
На початку ХХІ ст. завод освоїв виробництво промислових вогнегасників, випарювачів для холодильників, кондиціонерів для сільгоспмашин. Спільні інвестиційні проекти з іноземними компаніями передбачають виробництво на ВАТ «Завод імені Шевченка» опалювальних систем, а також кондиціонерів для великовантажних машин.
З серпня 2003 року у його історію вписана ще одна сторінка: спільну роботу розпочали ВАТ «Завод імені Т. Г. Шевченка» та науково-виробниче підприємство «РІСТ». Очолила цю потужну виробничу структуру Л. Паронова. Проведені структурні зміни дозволили привернути значні інвестиції і створити нове підприємство «Вільнянський машинобудівний завод», яке разом з ТОВ «РІСТ» увійшло до асоціації «РІСТ — Холдинг».
ТОВ «Науково-виробниче підприємство „РІСТ“» засновано у 1996 році.
Основний вид діяльності підприємства — створення наукоємних виробів для виконання капітально відновлювальних ремонтів рухомого складу ДП «Укрзалізниця».